# 清水英夫
清水 英夫（しみず ひでお、1922年10月21日 - 2013年6月19日）は、日本の法学者、ジャーナリスト、弁護士。青山学院大学名誉教授。

## 略歴
東京府東京市本郷区出身。1942年9月東京高等学校 (旧制)卒業。1943年12月大日本帝国陸軍に召集。1945年復員。1947年3月東京帝国大学法学部政治学科卒業。
1947年4月中央公論社に入社、1949年10月同社を退社し、日本評論社に入社、その後、同社法学セミナー編集長、同社『法律時報』編集長、同社出版部長を経て、1966年4月青山学院女子短期大学助教授に就任。
1968年4月青山学院女子短期大学教授。1972年4月青山学院大学法学部教授、1983年青山学院大学法学部長。1987年弁護士登録。1991年3月青山学院大学定年退職。1991年4月同名誉教授、神奈川大学経営学部教授。1993年3月同退職。1993年4月日本ジャーナリスト専門学校客員講師。1997年3月同退職。
2001年「言論法研究 憲法21条と現代」「言論法研究2 マス・メディアの法と倫理」で法学博士（青山学院大学）の学位を取得。

## 人物
1956年4月に『法律時報』の学生版として『法学セミナー』を創刊したすぐ後に、ソ連ブロックのフロント組織である国際ジャーナリスト機構（International Organization of Journalists）世界大会に、日本ジャーナリスト会議を代表して参加した。2003年から2007年まで放送倫理・番組向上機構初代理事長。言論・出版の自由を擁護し情報公開運動を推進した。2005年より角川ホールディングス取締役、1991年より映画倫理委員会委員長のほか、日本出版学会会長、出版倫理協議会議長なども務めた。
2013年6月19日、転移性肺癌のため川崎市の病院で死去した。90歳没。
なお、清水が育成した研究者に山田健太（専修大学教授）、大石泰彦（青山学院大学教授）等がいる。

## 著書
- 『思想・良心および言論の自由 資本主義社会における精神的自由』一粒社 1961
- 『男が不平を言うとき 人生論ショートショート』社友会 1963
- 『法とマス・コミュニケーション』社会思想社 1970
- 『現代出版学』竹内書店 1972
- 『権力とマスコミ 緊張関係としての言論の自由』学陽書房 1974
- 『言論法研究 憲法二十一条と現代』学陽書房 1979
- 『現代出版論 書く・作る・売る・読む・自由の軌跡』理想出版社 1980 マスコミシリーズ
- 『心なき記事』山手書房 1980
- 『精神的自由権』三省堂 1980 現代法学者著作選集
- 『情報公開』日本評論社 1981
- 『情報と権力』三省堂 1984
- 『人は本なしには生きられない 活字からのメッセージ』サイマル出版会 1984
- 『情報の倫理学』筑摩書房 1985
- 『言論法研究 2 (マス・メディアの法と倫理)』学陽書房 1987
- 『マスコミの倫理学』三省堂 1990
- 『人生三段跳び 法とジャーナリズムのはざまに生きて』学陽書房 1991
- 『マスメディアの自由と責任』三省堂 1993
- 『出版学と出版の自由 出版学論文選』日本エディタースクール出版部 1995
- 『テレビと権力』三省堂 1995
- 『野次馬劇場 現代風俗誌』サイマル出版会 1997
- 『言論の自由はガラスの城か マスメディアの自由と責任』三省堂 1999
- 『表現の自由と第三者機関 透明性と説明責任のために』小学館101新書 2009

### 共編著
- 『マスコミ法令要覧』伊藤正己共編 現代ジャーナリズム出版会 1966
- 『法学 読書案内』中川善之助共編 社会思想社・現代教養文庫 1968
- 『マス・コミュニケーション概論』川中康弘、林伸郎共著 学陽書房 1974
- 『出版業界』小林一博共著 教育社新書 産業界シリーズ 1976
- 『法学基本書案内』森泉章、高窪貞人共編 日本評論社 1976 セミナー叢書
- 『書店』金平聖之助、小林一博共著 教育社新書 産業界シリーズ 1977
- 『出版界入門』鈴木均共編 ナツメ社 1978 マスコミ現場学シリーズ
- 『情報公開と知る権利』編 三省堂 1980
- 『法律がわかる事典 読みこなし・使いこなし・自由自在』編 日本実業出版社 1981
- 『マスコミと人権』編 三省堂 1987
- 『青少年条例 自由と規制の争点』秋吉健次共編 三省堂 1992
- 『全検証ピンクチラシ裁判 言論・表現の自由はこうして侵害された』編著 一葉社 1993
- 『マス・コミュニケーション概論 新版』林伸郎、武市英雄、山田健太共著 学陽書房 2009

### 翻訳
- フレッド・ローデル『禍いなるかな、法律家よ!』西迪雄共訳 岩波書店 1964
- ロベール・エスカルピ『出版革命』講談社 1967 のち日本エディタースクール出版部
- ジェローム・A.バロン『アクセス権 誰のための言論の自由か』堀部政男、奥田剣志郎、島崎文彰共訳 日本評論社 1978

## 記念論集
- 『法とジャーナリズム 清水英夫教授還暦記念論集』内川芳美、森泉章編 日本評論社 1983

## 参考
- デジタル版日本人名大辞典